# Carulema (Ort)
Carulema (Carolema) ist ein osttimoresischer Ort im Suco Darulete (Verwaltungsamt Liquiçá, Gemeinde Liquiçá). Das Dorf liegt im Westen der Aldeia Carulema in einer Meereshöhe von 969 m. Östlich befinden sich die Dörfer Nunturi und Cabalema. Südlich liegt der Ort Lebuhei und westlich und nördlich weitere Siedlungen der Aldeia Lebuhei (Suco Dato).